# Jean Pascal
Jean-Thenistor Pascal (Porto Príncipe, 28 de outubro de 1982) é um pugilista quebequense, que foi campeão mundial dos meios-pesados pelo Conselho Mundial de Boxe.

## Biografia
Pascal nasceu em Porto Príncipe, a capital do Haiti, porém, quando tinha apenas quatro anos de idade, sua família decidiu se mudar para o Canadá.
Inspirado por seu irmão mais velho, Pascal começou a treinar em academias de boxe a partir dos treze anos de idade. Durante sua carreira amadora, entre 1998 e 2004, Pascal acumulou uma centena de vitórias e duas medalhas de ouro, além de uma medalha de bronze nos Jogos Pan-Americanos de 2003.
Pascal iniciou sua carreira profissional, em fevereiro de 2005, com uma fácil vitória sobre Justin Hahn, por nocaute técnico no segundo assalto. Em seguida, ainda em 2005, Pascal emendou mais oito vitórias consecutivas, antes de conquistar seus dois primeiros títulos na carreira. Derrotando Martin Desjardins, em luta realizada em dezembro de 2005, Pascal conquistou os títulos de campeão dos super-médios do Quebec e do Canadá.
Em seguida, Pascal seguiu conquistando diversos títulos menores na categoria dos super-médios, tais como os títulos de campeão latino do Conselho Mundial de Boxe e de campeão da América do Norte da Organização Mundial de Boxe, entre tantos outros.
Por fim, em dezembro de 2008, Pascal fez sua primeira disputa de título mundial, quando foi convidado a desafiar o britânico Carl Froch, em um combate válido pelo título vago de campeão mundial dos super-médios do Conselho Mundial de Boxe. Pascal perdeu a luta nos pontos, em uma decisão unânime dos jurados, resultando assim na sua primeira derrota na carreira.
Recuperando-se da derrota para Froch, Pascal nocauteou Pablo Zamora Nieves e, em seguida, decidiu subir de categoria e desafiar o título mundial dos meios-pesados de Adrian Diaconu. Ocorrida em junho de 2009, a luta entre Pascal e Diaconu terminou com a vitória do desafiante, em decisão unânime dos jurados, que resultou na coroação de Pascal como sendo o novo campeão mundial dos meios-pesados do Conselho Mundial de Boxe
Depois de ter se tornado campeão mudial, em setembro de 2009, Pascal fez uma defesa de título madatória contra Silvio Branco, antes de conceder uma revanche à Diaconu. Esse segundo encontro entre Pascal e Diaconu, acontecido em dezembro de 2009, terminou da mesma forma que o primeiro, com a vitória de Pascal, em uma decisão unânime dos jurados.
Após ter mantido seu cinturão contra Diaconu, Pascal tornou a colocá-lo em disputa contra Chad Dawson, um lutador que já havia sido campeão mundial dos meios-pesados, tanto pelo Conselho Mundial de Boxe, quanto pela Federação Internacional de Boxe, e que à época do combate contra Pascal, detinha o cinturão dos meios-pesados da Organização Internacional de Boxe.
Subindo ao ringue, em agosto de 2010, Pascal e Dawson lutaram onze assaltos, antes da luta ser interrompida pelo árbitro, em virtude de um corte do olho de Dawson, resultante de uma cabeçada não intencional. Na contagem dos pontos, todos os jurados apontaram vitória para Pascal, que assim manteve seu cinturão, além de conquistar o de Dawson.
Em sua quarta defesa de título, Pascal enfrentou o grande campeão Bernard Hopkins, que aos 45 anos de idade, tentava se tornar o lutador mais velho da história a conquistar um título mundial. Realizada em dezembro de 2010, essa luta teve todos seus ingressos rapidamente esgotados, em antecipação de um grande confronto e de um possível retorno épico de Hopkins. No entanto, uma vez começada a luta, Pascal colocou Hopkins à lona logo no primeiro assalto, e depois novamente no terceiro. Recuperando-se das quedas sofridas nos rounds iníciais da luta, Hopkins depois conseguiu equilibrar o combate, que chegou ao término de seus doze assaltos. Na decisão dos jurados, o resultado da luta acabou sendo um empate.
Após esse frustrante empate, Hopkins fez declarações públicas veementes, questionando o resultado oficial da luta, de modo a incitar Pascal para uma revanche. Deste modo, em maio de 2011, a tão esperada revanche entre Pascal e Hopkins se sucedeu, sendo que neste segundo encontro, após doze rounds lutados, em decisão unânime dos jurados, Hopkins foi declarado o vencedor do combate, o que pôs fim ao reinado de Pascal entre os meios-pesados.

## Ligações internas
- Lista dos campeões mundiais de boxe dos meios-pesados